# Свердловина солевідкладна
Свердловина солевідкладна (рос. скважина солеотлагающая; англ. salt-depositing well; нім. salzablagernde Sonde f) — свердловина, з продукції якої в процесі піднімання з вибою виділяються і осідають на поверхні свердловинного та гирлового устаткування різні солі. Перший невеликий шар поступово зростає і зменшує (або навіть повністю перекриває) прохідний переріз піднімальних труб, що призводить до зменшення, а потім і припинення подавання рідини свердловиною.